# Connecticut's Elizabeth Park
El Parque de Elizabeth en West Hartford en inglés: Connecticut's Elizabeth Park, es un parque, invernadero y jardín botánico con 102 acres (41 hectáreas) entre Hartford y West Hartford, Connecticut. 
El "Elizabeth Park" se encuentra enlistado en el National Register of Historic Places siendo su invernadero obra de Lord & Burnham.  

## Localización
Connecticut's Elizabeth Park Asylum Ave, West Hartford-Hartford, Hartford county, Connecticut CT 06107 United States of America-Estados Unidos de América. 

## Historia

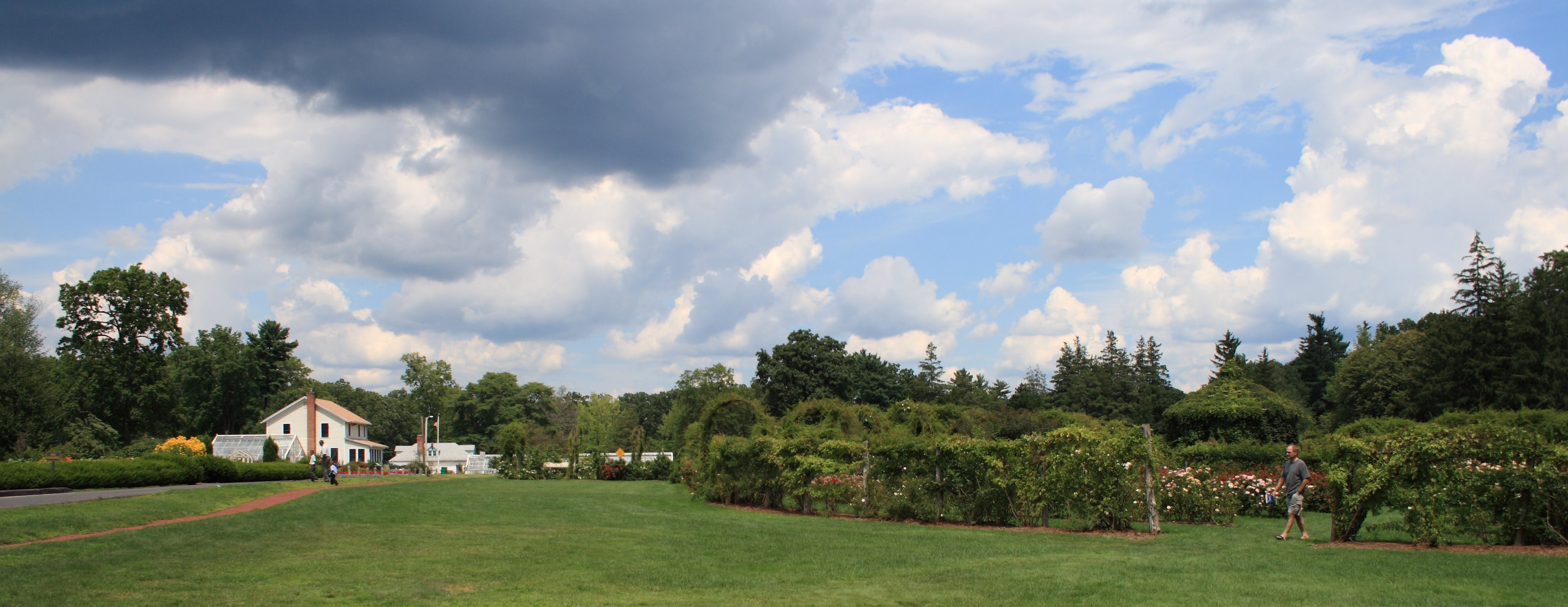
La rosaleda, con los invernaderos al fondo.

El lugar era propiedad del financiero Charles M. Pond del New York, New Haven & Hartford Railroad, del "Hartford National Bank", y un tesorero de Connecticut (1870 - 1871). En 1894 legó su patrimonio a la Ciudad de Hartford con la condición de que fuera nombrado en honor de su difunta esposa, Elizabeth. La ciudad tomó posesión en 1897 y contrató a los reconocidos arquitectos paisajistas Olmsted and Son para la arquitectura del paisaje.
En 1904 Theodore Wirth el primer superintendente del parque, creó su famosa rosaleda de 2,5 hectáreas (1,0 hectárea)de extensión. En la década de 1970 la ciudad decidió que ya no podía permitirse el gasto del mantenimiento de la rosaleda, y de hecho determinó  ararla, pero grupos de voluntarios se unieron y salieron al rescate es la más antigua rosaleda municipal en los Estados Unidos, y en la actualidad contiene cerca de 15.000 arbustos de 800 variedades de rosas.
En 1977 los voluntarios se aliaron con Vic Jarm el superintendente del parque en ese instante para formar la asociación de "Friends of Elizabeth Park" (amigos de Elizabeth Park) y salvaguardar la Rosaleda. Su primera misión era recaudar $ 10,000 para reemplazar muchos de los rosales que murieron por falta de atención. 
Desde entonces los amigos de Elizabeth Park han ayudado a la Ciudad de Hartford en el mantenimiento de la Rosaleda, así como los otros jardines hortícolas en el parque y han recaudado fondos para la restauración de los invernaderos históricos y la charca de Elizabeth Memorial en 1997, también conocido como el "Pond House Cafe". 
La mayor parte del apoyo financiero para el parque que se ha recaudado a través de los esfuerzos de la FEP proviene de los individuos, el "Ethel Donaghue Trust" y la "Hartford Foundation for Public Giving" (Fundación de Hartford para Donaciones Públicas).

## Colecciones
Actualmente el parque abarca muchas zonas ajardinadas, destacando:
- Los antiguos invernaderos Lord & Burnham.
- Rosaleda
- Jardín de hierbas.
- Charca paisajista con plantas de humedales.
- Arboleda para pícnic.
- Instalaciones deportivas, cancha de tenis, campo de bolos.

La línea fronteriza de los términos entre Hartford y West Hartford se ha movido desde la creación del parque, con el resultado extraño de que uno de los parques más grandes de Hartford ahora se encuentra principalmente en la ciudad de West Hartford.